# Dezember 2022
Portal Geschichte | Portal Biografien | Aktuelle Ereignisse | Jahreskalender | Tagesartikel

◄ |
20. Jahrhundert |
21. Jahrhundert

◄ |
1990er |
2000er |
2010er |
2020er
| 2030er | 2040er

◄ |
2018 |
2019 |
2020 |
2021 |
2022
| 2023 | 2024 | 2025 | 2026 | ►

◄ |
September 2022 |
Oktober 2022 |
November 2022 |
Dezember 2022 |
Januar 2023 |
Februar 2023 |
März 2023 |
►
Dieser Artikel behandelt tagesbezogene Nachrichten und Ereignisse im Dezember 2022.

## Tagesgeschehen

### Donnerstag, 1. Dezember 2022

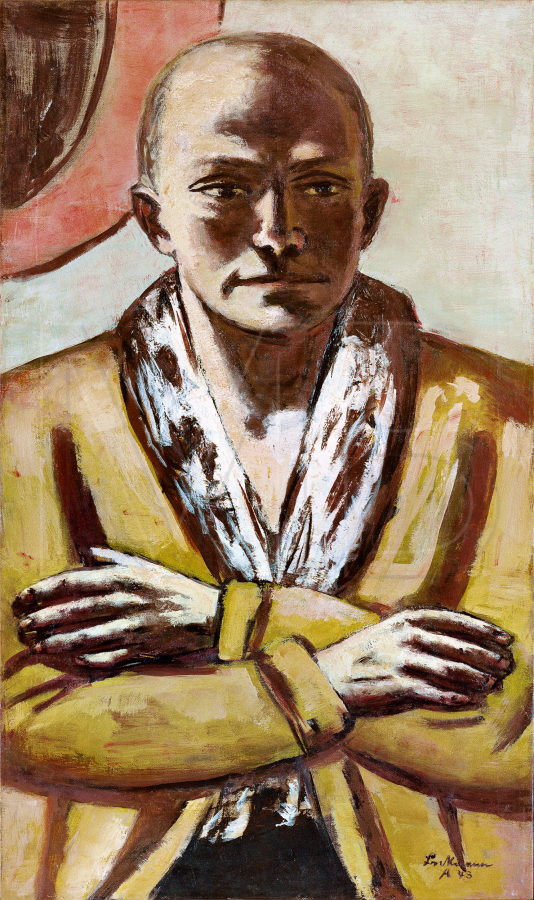
Max Beckmann: Selbstbildnis gelb-rosa

- Berlin/Deutschland: Das Gemälde Selbstbildnis gelb-rosa (Bild) von Max Beckmann wird in Berlin für 20 Millionen Euro versteigert, was es zum teuersten je in Deutschland versteigerten Kunstwerk macht.
- Washington, D.C./Vereinigte Staaten: US-Präsident Joe Biden empfängt feierlich seinen französischen Amtskollegen Emmanuel Macron als ersten ausländischen Staatsgast seit seinem Amtsantritt. Im Zentrum der Gespräche steht der Ukraine-Konflikt.[1]

### Freitag, 2. Dezember 2022
- Berlin/Deutschland: Der Bundestag beschließt die Einführung eines Chancen-Aufenthaltsrechts für langjährig geduldete Ausländer.
- Washington, D.C./Vereinigte Staaten: Die Europäische Union, die G7-Staaten und Australien setzen eine Preisobergrenze von 60 US-Dollar pro Barrel für russisches Öl fest, das über den Seeweg transportiert wird.

### Samstag, 3. Dezember 2022
- Teheran/Iran: In einem ersten offiziellen Statement beziffert das iranische Innenministerium die im Zusammenhang mit den Protesten umgekommenen Personen auf 200.[2]

### Sonntag, 4. Dezember 2022

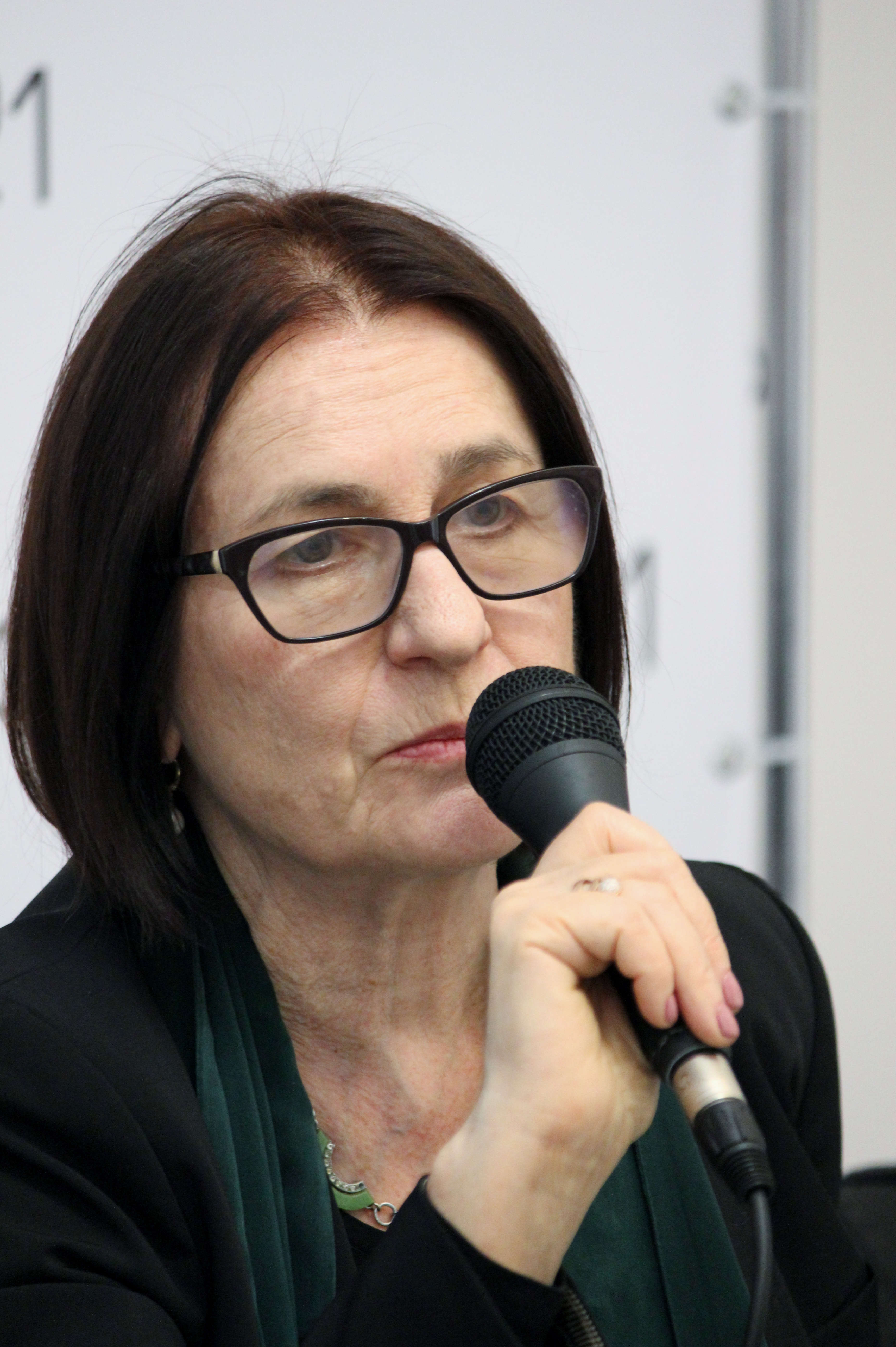
Irina Scherbakowa

- Hamburg/Deutschland: Irina Scherbakowa, Mitbegründerin der in Russland verbotenen Menschenrechtsorganisation Memorial, wird mit dem Marion Dönhoff Preis ausgezeichnet.
- London/Vereinigtes Königreich: British Independent Film Awards 2022

### Montag, 5. Dezember 2022
- Brüssel/Belgien: Der irische Finanzminister Paschal Donohoe wird als Präsident der Eurogruppe wiedergewählt.[3]
- Livermore/Vereinigte Staaten: In einem Experiment am National Ignition Facility wird bei einer Kernfusion erstmals mehr Energie gewonnen als für die Fusion investiert.

### Dienstag, 6. Dezember 2022
- Atlanta/Vereinigte Staaten: Der demokratische Amtsinhaber Raphael Warnock gewinnt die Stichwahl zum US-Senat in Georgia gegen den Republikaner Herschel Walker und sichert damit den Demokraten den 51. Sitz im US-Senat.
- Buenos Aires/Argentinien: In einem Korruptionsverfahren wird die amtierende Vizepräsidentin Cristina Kirchner zu einer Haftstrafe von sechs Jahren verurteilt. Das Urteil ist noch nicht rechtskräftig.[4]
- Jakarta/Indonesien: Das indonesische Parlament beschließt ein neues Strafgesetzbuch, das unter anderem Gefängnisstrafen für außerehelichen Sex, Zusammenleben vor der Ehe, Ehebruch, Blasphemie und Kritik am Präsidenten, an Ministern oder Regierungsinstitutionen vorsieht.
- Roseau/Dominica: Bei den allgemeinen Wahlen siegt die Partei des Regierungschefs Roosevelt Skerrit. Die Opposition hat die Wahlen boykottiert.[5]
- Tegucigalpa/Honduras: In der Hoffnung, effektiver gegen die organisierte Bandenkriminalität vorgehen zu können, verhängt die honduranische Regierung einen einmonatigen Ausnahmezustand, einige Grundrechte wie Versammlungs- und Bewegungsfreiheit werden eingeschränkt.[6]

### Mittwoch, 7. Dezember 2022

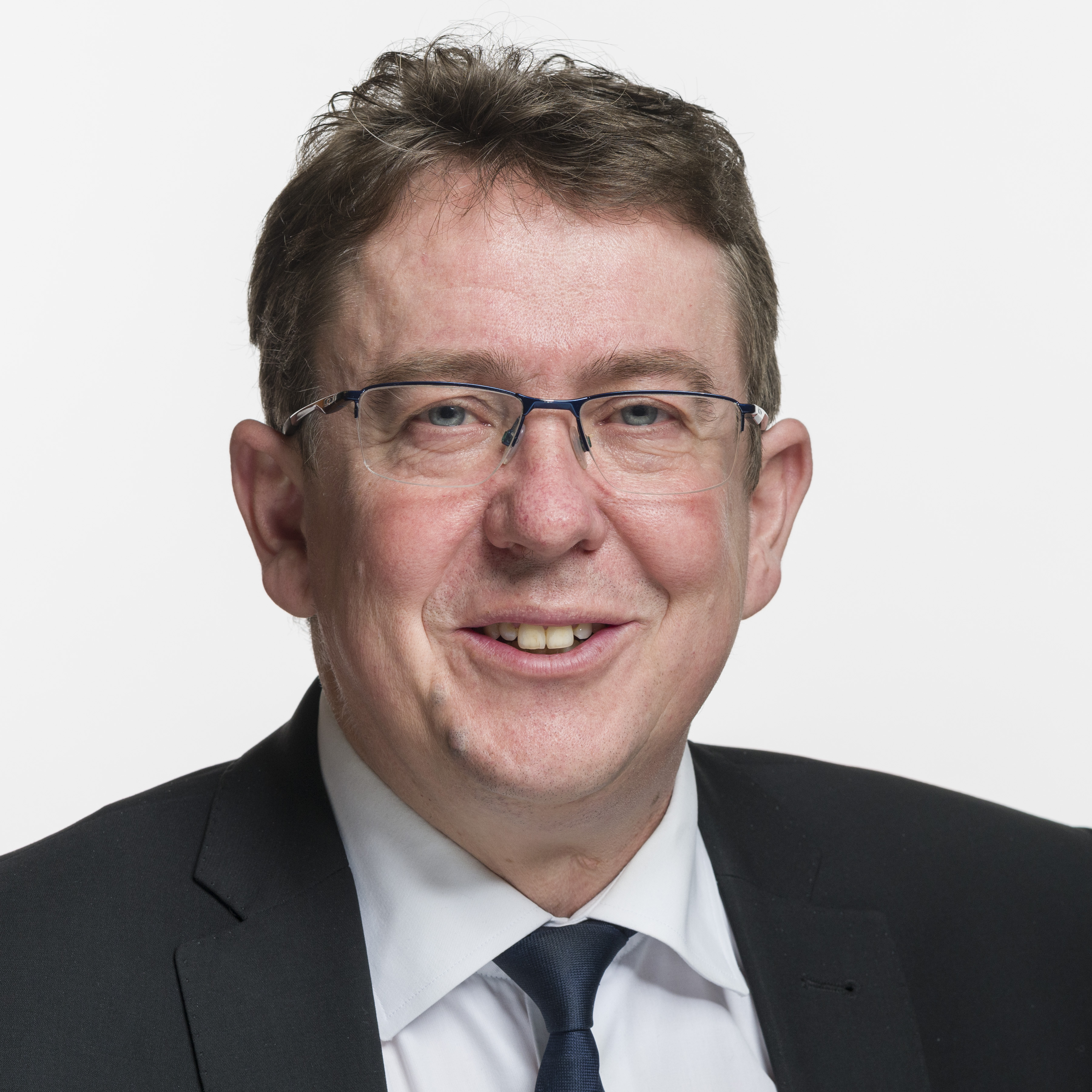
Albert Rösti

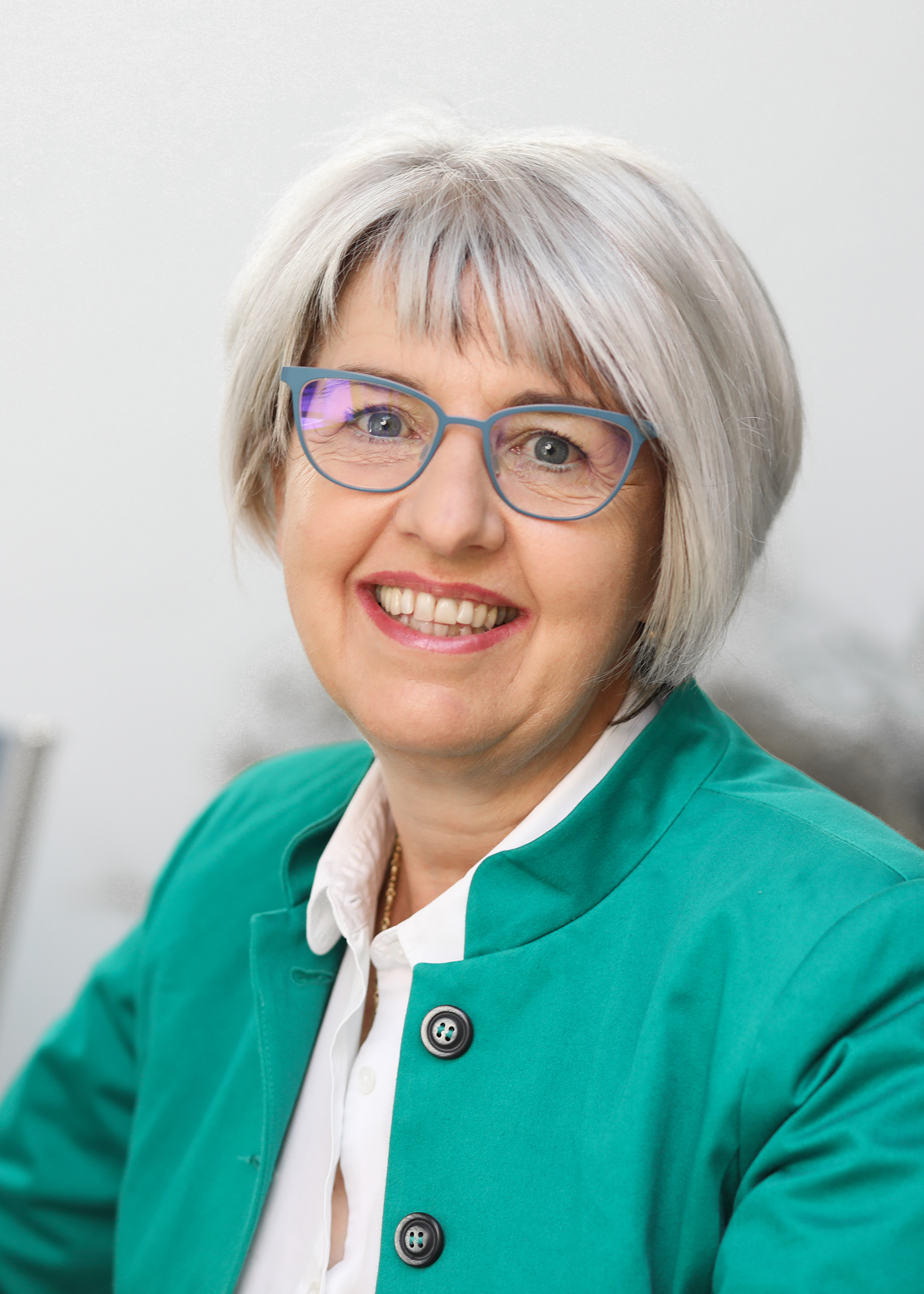
Élisabeth Baume-Schneider

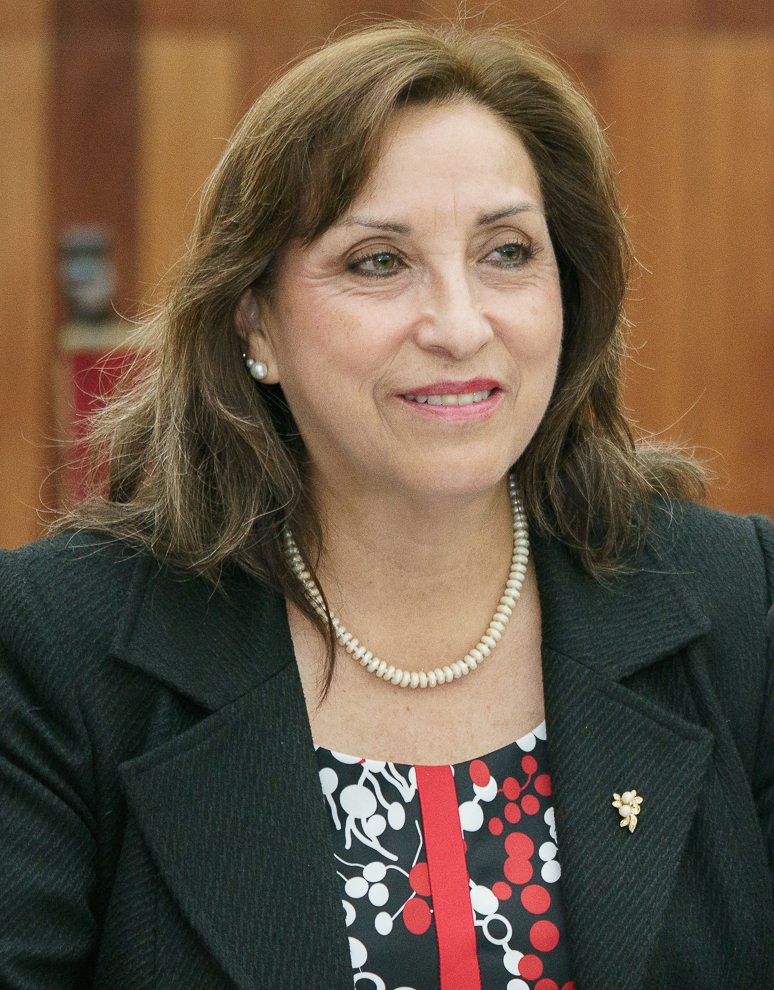
Dina Boluarte

- Berlin/Deutschland: Bei einer Großrazzia gegen 52 Beschuldigte einer rechtsextremen Gruppierung der Reichsbürgerbewegung werden wegen eines geplanten Staatsstreichs und des Verdachts der Bildung einer terroristischen Vereinigung 25 Menschen festgenommen, darunter Heinrich XIII. Prinz Reuß und Birgit Malsack-Winkemann.
- Bern/Schweiz: Albert Rösti und Elisabeth Baume-Schneider werden von der Vereinigten Bundesversammlung zu Mitgliedern des Bundesrates bei der Bundesratswahl gewählt.
- Guatemala-Stadt/Guatemala: Der frühere guatemaltekische Präsident Otto Pérez Molina und seine Stellvertreterin Roxana Baldetti werden wegen Korruption zu je 16 Jahren Freiheitsstrafe verurteilt.[7]
- Lima/Peru: Der peruanische Präsident Pedro Castillo wird seines Amtes enthoben und festgenommen. Er hat zuvor einen Machtkampf gegen das Parlament verloren, welches er aufheben wollte. Als neue Staatspräsidentin wird die bisherige Stellvertreterin Dina Boluarte vereidigt.[8]
- Montreal/Kanada: Weltbiodiversitätskonferenz (bis 21. Dezember)
- Topeka/Vereinigte Staaten: Im US-Bundesstaat Kansas wird ein Leck bei der Keystone-Pipeline festgestellt. Dem Betreiber TC Energy zufolge sind schätzungsweise mehr als 2,2 Millionen Liter Rohöl ausgelaufen.

### Donnerstag, 8. Dezember 2022
- Berlin/Deutschland: Bundesweiter Warntag, 11:00 Uhr.[9]
- Brüssel/Belgien: Die zuständigen Minister verständigen sich über die Aufnahme Kroatiens in den Schengen-Raum. Über Bulgarien und Rumänien wird hingegen keine Einstimmigkeit erzielt.[10]

### Freitag, 9. Dezember 2022

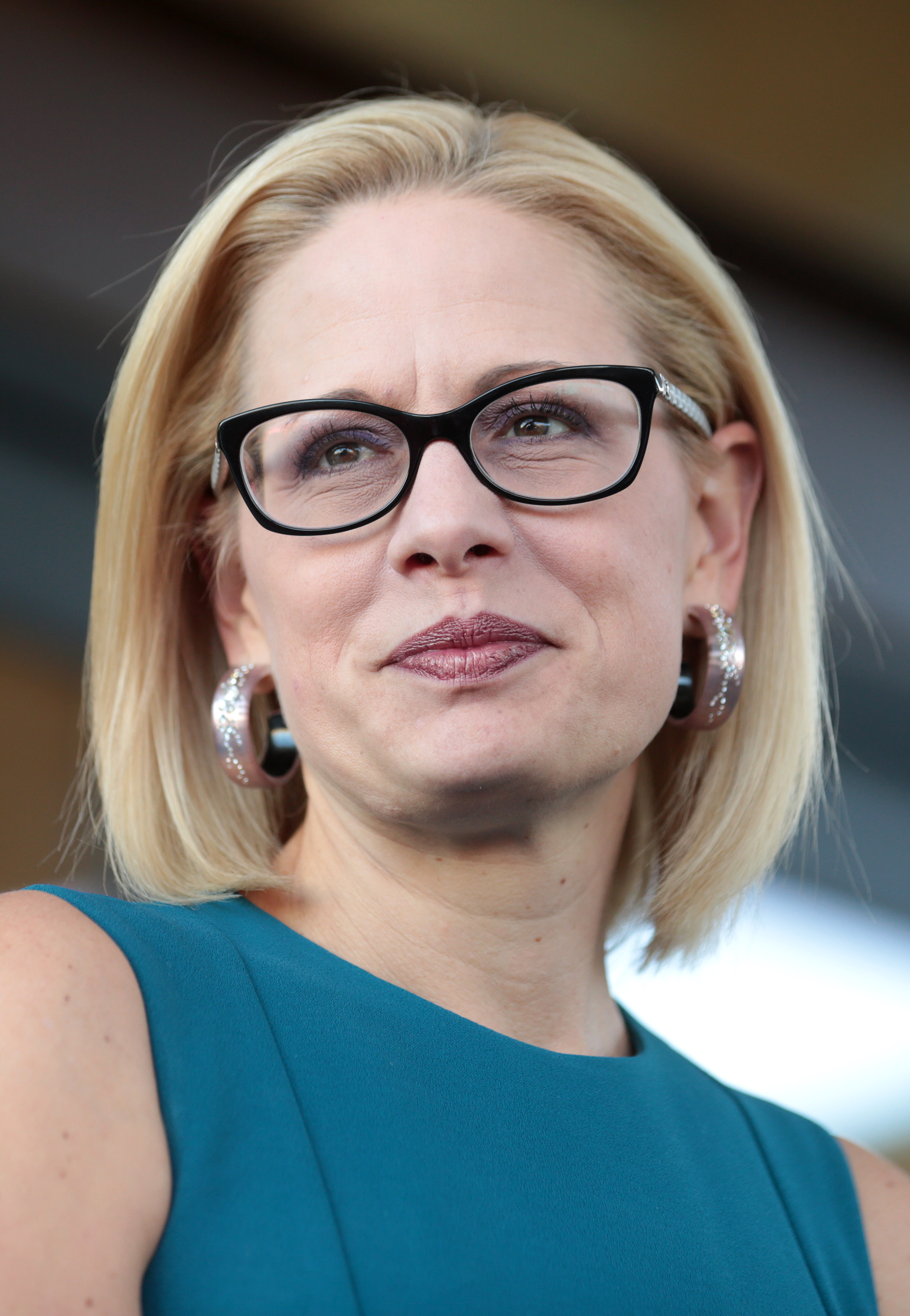
Kyrsten Sinema

- Brüssel/Belgien: Eva Kaili, eine der Vizepräsidentinnen des Europäischen Parlaments, wird wegen Korruptionsverdachts festgenommen.
- Phoenix/Vereinigte Staaten: Kyrsten Sinema, für die Demokraten in Arizona Abgeordnete des Senats der Vereinigten Staaten, verlässt ihre Partei; sie gehört somit fortan als parteilose Unabhängige dem Gremium an.

### Samstag, 10. Dezember 2022
- Brüssel/Belgien: Die Präsidentin des Europäischen Parlaments Roberta Metsola setzt die wegen Korruptionsverdachts festgenommene Politikerin Eva Kaili als eine ihrer Vizepräsidentinnen ab.
- Doha/Katar: Marokko besiegt Portugal mit 1:0 bei der Fußball-Weltmeisterschaft 2022 und ist damit der erste afrikanische Halbfinalist bei einer Weltmeisterschaft.[11] Bei spontanen Siegesfeiern kommt es in Paris und Brüssel in der Folge zu Ausschreitungen und Festnahmen.[12]
- Reykjavík/Island: 35. Verleihung des Europäischen Filmpreises

### Sonntag, 11. Dezember 2022
- Ulm/Deutschland: Die Schnellfahrstrecke Wendlingen–Ulm, Teil des Bahnprojekts Stuttgart–Ulm, wird eröffnet.
- Jerewan/Armenien: Beim Junior Eurovision Song Contest gewinnt Lissandro mit seinem Lied Oh Maman! den Wettbewerb für Frankreich.

### Montag, 12. Dezember 2022
- Namur/Belgien: Nachdem der wegen seiner Teilnahme an einer mit öffentlichen Mitteln finanzierten Luxusreise nach Dubai in die Kritik geratene Präsidiumspräsident Jean-Claude Marcourt einen alleinigen Rücktritt abgelehnt hat, treten alle Mitglieder des belgischen Politbüros des Wallonischen Parlaments nach einem Skandal um übermäßige öffentliche Ausgaben des Parlamentssekretärs Frédéric Janssens zurück.[13]

### Dienstag, 13. Dezember 2022
- Brüssel/Belgien: Erstmals in der Geschichte Europäischen Union werden wegen anhaltender Rechtsstaatsdefizite Gelder für einen Mitgliedsstaat blockiert: Die geplante Auszahlung von mehreren Milliarden Euro an Ungarn wird ausgesetzt.
- Kinshasa/Demokratische Republik Kongo: Bei durch heftige Regenfälle ausgelösten Überschwemmungen und Hangabrutschungen kommen mindestens 141 Personen in der kongolesischen Hauptstadt ums Leben. 38.000 Haushalte sind von Überflutungen betroffen.[14]
- Stepanakert/Bergkarabach: Der Lachin-Korridor, die einzige Straßenverbindung zwischen Armenien und der nicht anerkannten Republik Bergkarabach, wird von einer Gruppe aserbaidschanischer Bürger blockiert. Staatliche Medien bezeichnen sie als Umweltaktivisten, die auf illegalen Bergbau in Bergkarabach sowie die Nutzung der Straße für den Transport der Mineralien nach Armenien aufmerksam machen.[15]

### Mittwoch, 14. Dezember 2022

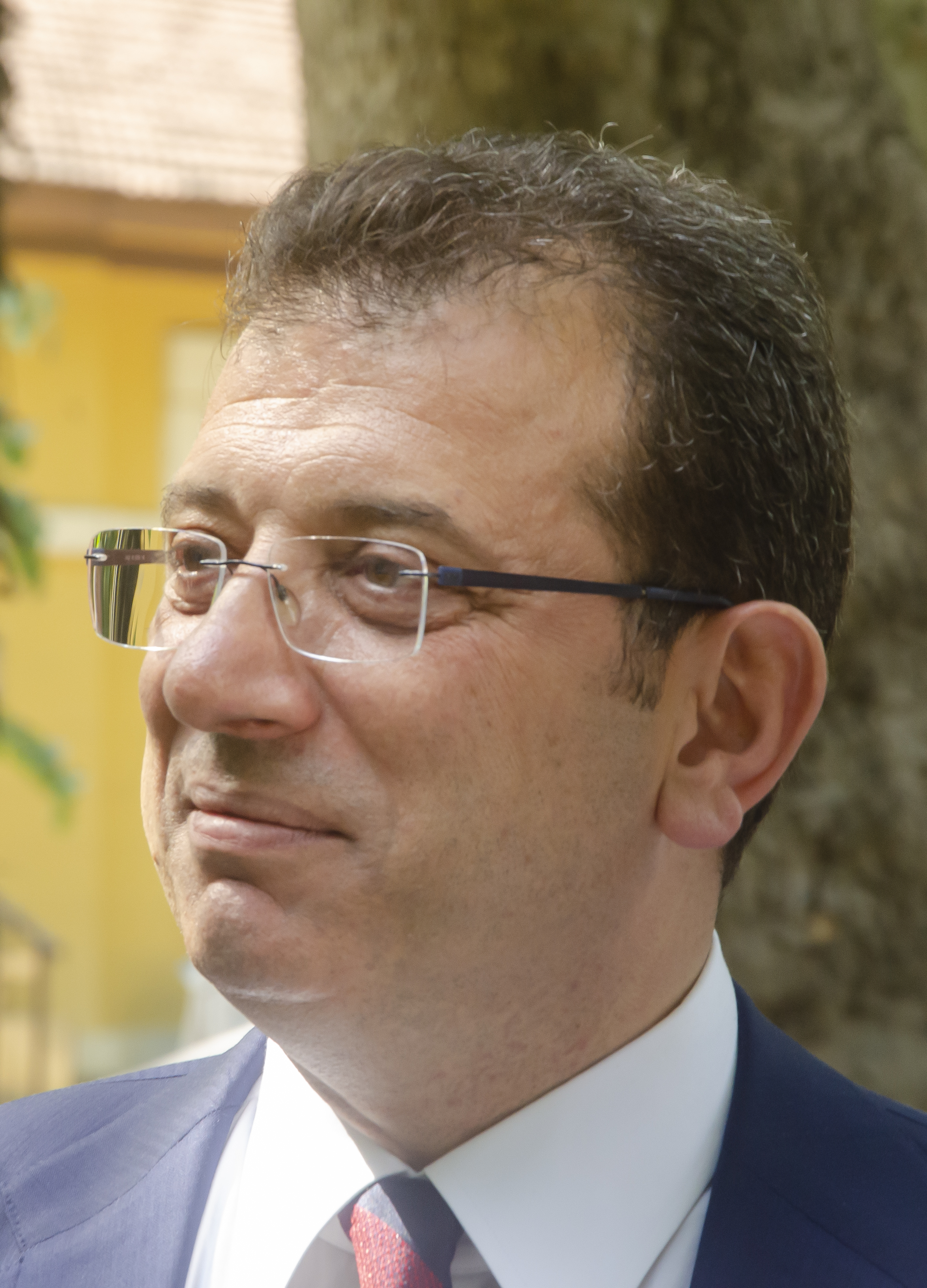
Ekrem İmamoğlu

- Istanbul/Türkei: Ekrem İmamoğlu, seit 2019 amtierender Oberbürgermeister von Istanbul, wird von einem türkischen Gericht „wegen Beleidigung der Wahlkommission“ zu einer zweieinhalbjährigen Haftstrafe verurteilt und mit einem Politikverbot belegt.
- Suva/Fidschi: Parlamentswahl

### Donnerstag, 15. Dezember 2022
- Bratislava/Slowakei: Die konservativ-populistische slowakische Regierung von Eduard Heger wird durch ein Misstrauensvotum gestürzt.
- Brüssel/Belgien: Bosnien-Herzegowina wird als Beitrittskandidat der Europäischen Union akzeptiert.
- Washington, D.C./Vereinigte Staaten: Das Repräsentantenhaus verabschiedet ein Gesetz, das zum ersten Mal eine verbindliche Volksabstimmung für Puerto Rico vorsieht, ob es weiterhin ein organisiertes, nichteingebundenes Außengebiet der Vereinigten Staaten, ein US-Bundesstaat, eine unabhängige Nation oder eine unabhängige Nation in freier Assoziierung werden möchte.[16]

### Freitag, 16. Dezember 2022
- Aachen/Deutschland: Dem ukrainischen Volk und dessen Präsidenten Wolodymyr Selenskyj wird der Karlspreis für das Jahr 2023 zuerkannt.
- Berlin/Deutschland: Beim Bruch des AquaDoms kommt es zu Überschwemmungen im umliegenden Gebiet, rund 1.500 Fische aus über 100 Arten verenden.

### Samstag, 17. Dezember 2022

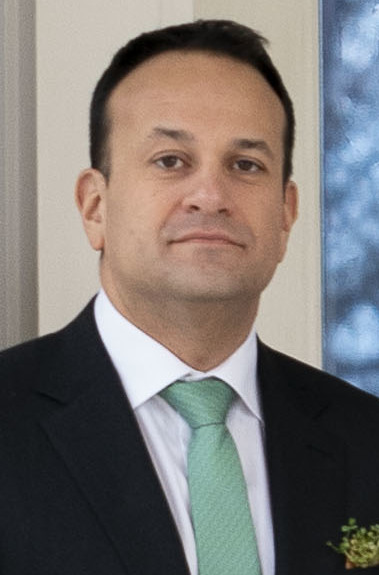
Leo Varadkar

- Berlin/Deutschland: 31 Objekte der während des Dresdner Juwelendiebstahls gestohlenen Sammlung werden sichergestellt.
- Dublin/Irland: Leo Varadkar tritt die Nachfolge von Micheál Martin als Premierminister von Irland an.
- Tunis/Tunesien: Parlamentswahl
- Wilhelmshaven/Deutschland: Eröffnung des ersten LNG-Terminals in Deutschland.[17]

### Sonntag, 18. Dezember 2022
- Lusail/Katar: Im Endspiel der 22. Fußballweltmeisterschaft der Männer im Lusail Iconic Stadium gewinnt Argentinien 4:2 im Elfmeterschießen gegen Frankreich (3:3 n. V.) Mit 26 Einsätzen überholt Lionel Messi Lothar Matthäus und ist neuer WM-Rekordspieler.

### Montag, 19. Dezember 2022
- Montreal/Kanada: Auf der 15. Weltbiodiversitätskonferenz einigen sich 200 Staaten, bis 2030 mindestens 30 Prozent der Land- und Meeresflächen unter Schutz zu stellen.

### Dienstag, 20. Dezember 2022
- Kabul/Afghanistan: Die radikalislamischen Taliban geben in einer Regierungserklärung bekannt, das Bildungsverbot für Frauen an allen öffentlichen und privaten Universitäten durchzusetzen. Am Folgetag wird Frauen von Sicherheitskräften der Zugang zu Hochschulen verwehrt. Laut dem UN-Hochkommissar für Menschenrechte, Volker Türk, verstoße Afghanistan mit dem Ausbildungsverbot gegen internationales Recht, er stuft zudem die Entwicklung als bedauerlichen Rückschlag für das ganze Land ein.[18]
- Brüssel/Belgien: Der niederländische Generalleutnant Hans Leijtens wird für eine Amtszeit von fünf Jahren zum neuen Exekutivdirektor der EU-Grenzschutzagentur Frontex ernannt.

### Mittwoch, 21. Dezember 2022
- Wien/Österreich: Die österreichische Kulturstaatssekretärin Andrea Mayer gibt bekannt, dass der Schweizer Regisseur Stefan Bachmann ab der Spielzeit 2024/25 das Wiener Burgtheater leiten wird.

### Donnerstag, 22. Dezember 2022
- Tokyo/Japan: Die japanische Regierung beschließt die Verlängerung der Laufzeit bestehender Kernkraftwerke über die bisherige Begrenzung auf 60 Jahre hinaus. Mit diesem Schritt soll bis 2050 Klimaneutralität in Japan ermöglicht werden.
- Kirkuk/Irak: In der Nähe der Stadt sterben zwei irakische Soldaten, drei werden bei einem Hinterhalt verletzt, der dem Islamischen Staat zugeschrieben wird.[19]

### Freitag, 23. Dezember 2022
- Frankfurt am Main/Deutschland: Das Landgericht Frankfurt am Main spricht den früheren Oberbürgermeister Peter Feldmann in einem Korruptionsverfahren schuldig.
- Lusaka/Sambia: Gemäß einem Wahlversprechen von Präsident Hakainde Hichilema schafft Sambia offiziell die Todesstrafe ab.[20]

### Samstag, 24. Dezember 2022

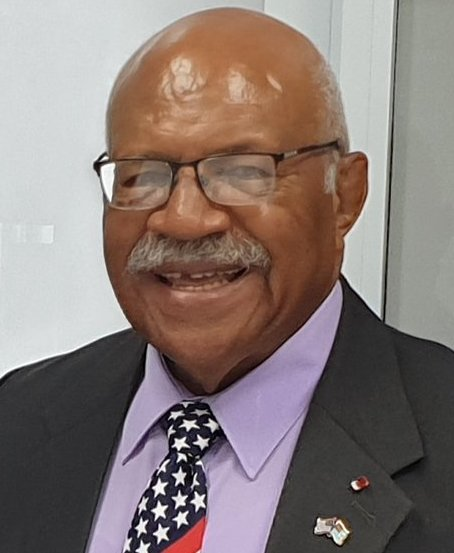
Sitiveni Rabuka

- Suva/Fidschi: Sitiveni Rabuka tritt die Nachfolge von Frank Bainimarama als Premierminister von Fidschi an.

### Sonntag, 25. Dezember 2022
- Malé/Malediven: Ein Gericht auf den Malediven verurteilt den ehemaligen Präsidenten Abdulla Yameen wegen Geldwäsche und Bestechung zu elf Jahren Gefängnis.[21]

### Montag, 26. Dezember 2022

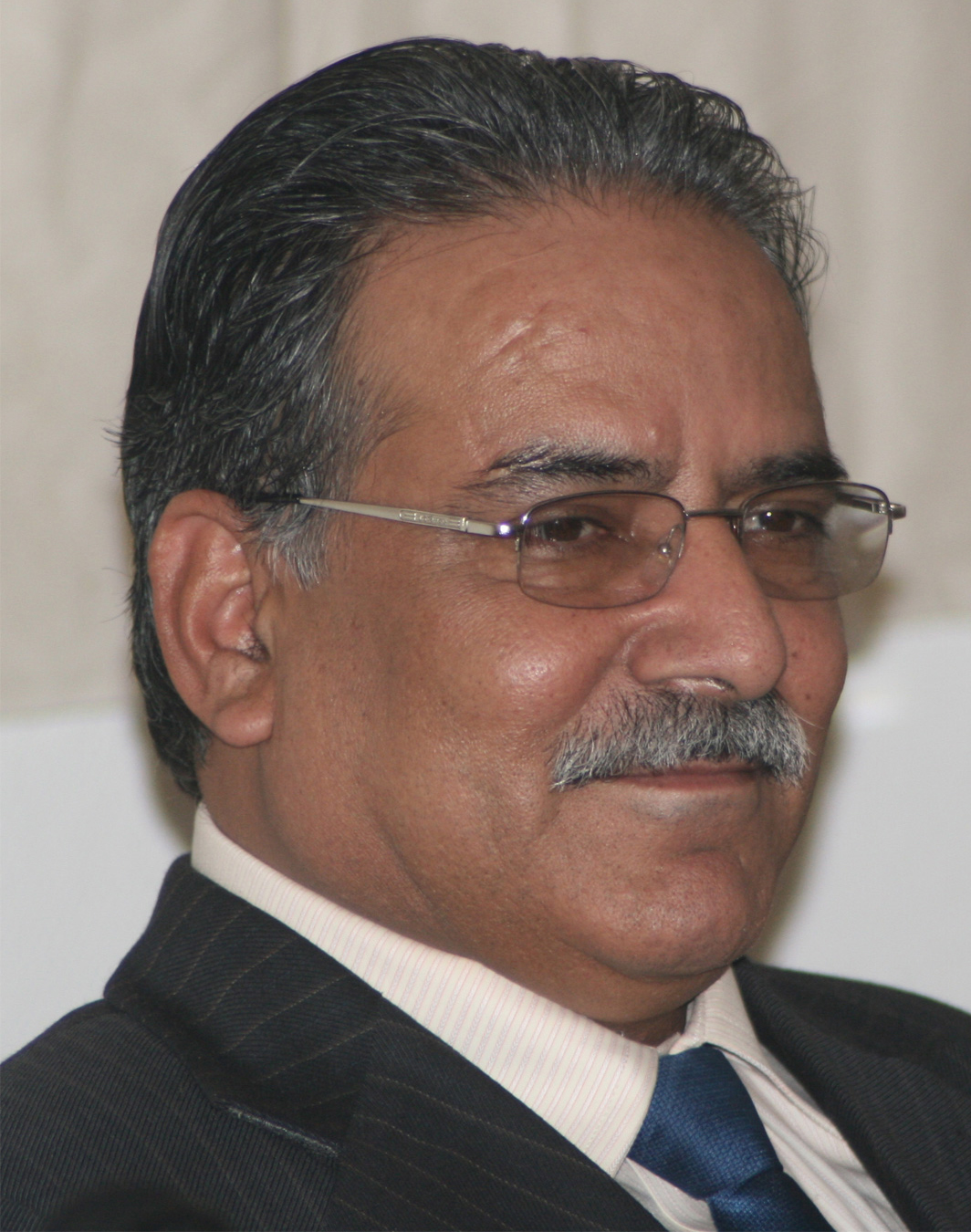
Pushpa Kamal Dahal

- Kathmandu/Nepal: Pushpa Kamal Dahal wird als Regierungschef von Nepal vereidigt und tritt damit die Nachfolge von Sher Bahadur Deuba an.

### Dienstag, 27. Dezember 2022
- Lansing/Vereinigte Staaten: Im Strafverfahren zur geplanten Entführung der US-amerikanischen Politikerin Gretchen Whitmer werden zwei Hauptbeteiligte in Michigan zu langjährigen Haftstrafen verurteilt.

### Mittwoch, 28. Dezember 2022
- Pristina/Kosovo: Das Kosovo schließt vorübergehend zwei Grenzübergänge zu Serbien, nachdem Demonstranten in Serbien die Grenzübergänge vorübergehend blockiert haben, um die ethnischen Serben zu unterstützen, die im Nordkosovo Barrikaden errichten und sich weigern, die Unabhängigkeit des Kosovo anzuerkennen.[22]

### Donnerstag, 29. Dezember 2022
- Bonn/Deutschland: Die Deutsche Post kündigt an, den Telegramm-Dienst zum Jahresende einzustellen.
- Jerusalem/Israel: Nach der Parlamentswahl in Israel wird die neue Regierung unter Ministerpräsident Benjamin Netanjahu vereidigt.

### Freitag, 30. Dezember 2022

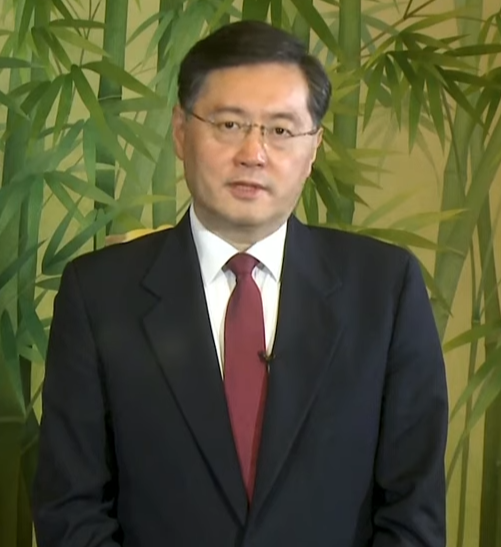
Qin Gang

- Berlin/Deutschland: Nach 50 Jahren auf der Bühne gibt die Rockband City ihr Schlusskonzert.
- Peking/China: Qin Gang wird zum neuen Außenminister der Volksrepublik China ernannt.

### Samstag, 31. Dezember 2022

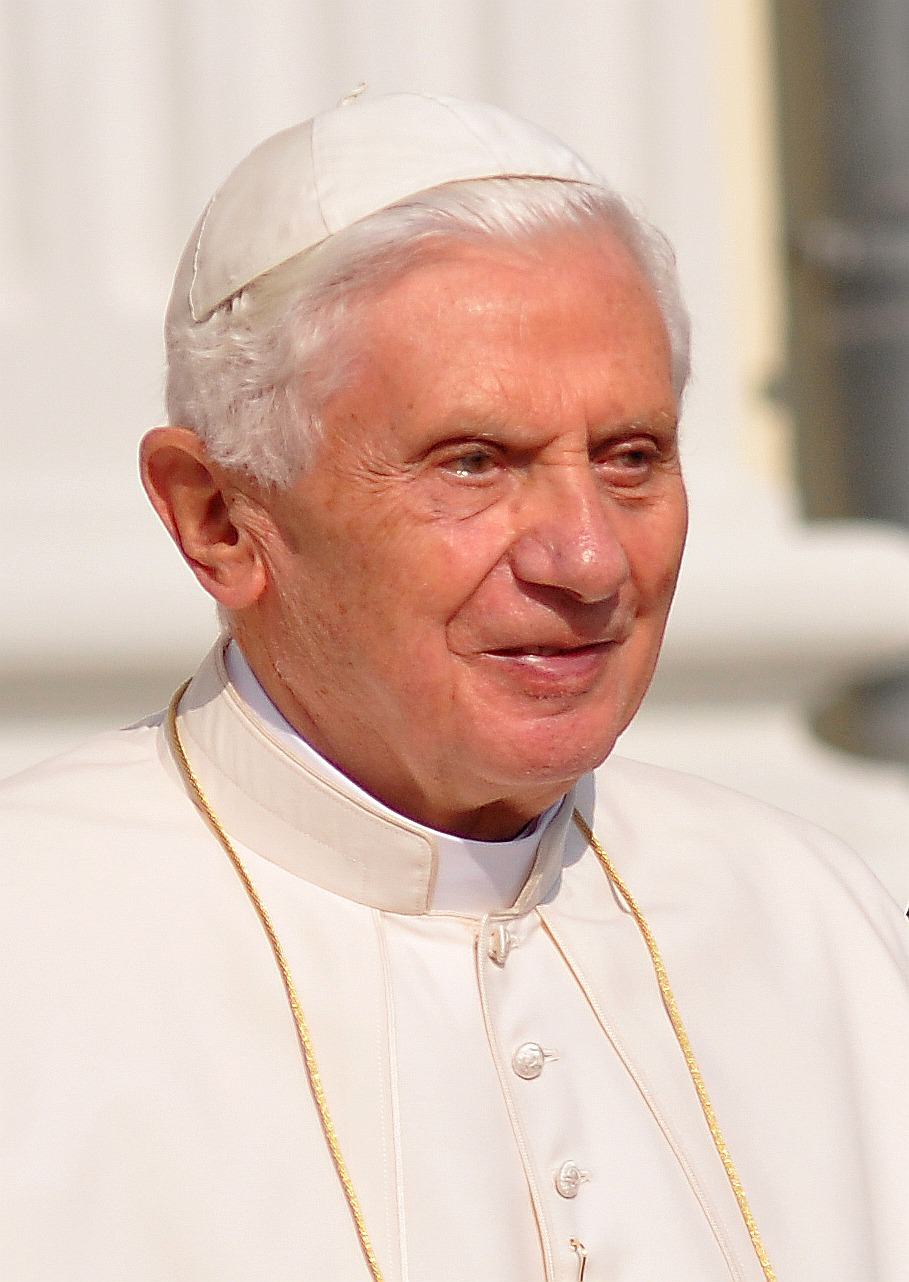
Papst Benedikt XVI.

- Bogotá/Kolumbien: Die kolumbianische Regierung schließt ein bilaterales Waffenstillstandsabkommen mit den wichtigsten bewaffneten Gruppen, die an einem Konflikt beteiligt sind, darunter die Ejército de Liberación Nacional, die Disidencias de las Farc und der Clan del Golfo. Der Waffenstillstand soll vom 1. Januar bis mindestens 30. Juni in Kraft getreten sein.[23]
- Vatikanstadt: Der emeritierte Papst Benedikt XVI., der von 2005 bis zu seinem Rücktritt im Jahr 2013 diente, stirbt im Alter von 95 Jahren.[24]